# Rattus blangorum
Rattus blangorum es una especie de roedor de la familia Muridae. Es endémica de las selvas montanas de Sumatra, en  Blangnanga.
Se encuentra amenazada por la pérdida de su hábitat natural.